# Tamalaj
Tamalaj (arab. طملاي) – miejscowość w Egipcie, w muhafazie Al-Minufijja. W 2006 roku liczyła 17 764 mieszkańców.